# Richard Alexander (Schauspieler, 1902)
Richard „Dick“ Alexander (* 19. November 1902 in Dallas, Texas; † 9. August 1989 in Woodland Hills, Kalifornien) war ein US-amerikanischer Schauspieler. Er absolvierte über 300 Film- und Fernsehauftritte zwischen 1926 und 1970.

## Leben
Richard Alexander begann seine Filmkarriere noch während des Stummfilmes im Jahre 1926. In den ersten Jahren seiner Karriere erhielt er einige bessere Nebenrollen, etwa als Adjutant von Gustav von Seyffertitz im Spionagefilm Der Krieg im Dunkel sowie als Filmschurke in Friedrich Wilhelm Murnaus Drama City Girl (1930), welcher die Geliebte seines Bruders erpresst und sie zur Heirat mit ihm zwingen will. 1930 spielte Alexander ebenfalls die Rolle des starken Soldaten Haie Westhus im Antikriegsfilm Im Westen nichts Neues. Zu dieser Zeit galt Alexander bei Filmproduzenten als potenzieller Star, jedoch sollten sich diese Hoffnungen nicht erfüllen: Ab Anfang der 1930er-Jahre spielte er meistens nur noch kleinere Nebenrollen und größere Parts übernahm er fast nur noch in B-Western und Serials. Wegen seiner bulligen und hochgewachsenen Figur war er für den Rest seiner Karriere meistens auf die Verkörperung von tumben Handlangern und Kriminellen festgelegt.
Zu den besseren Rollen seiner weiteren Karriere zählen der ruppige Zellenkamerad von Charlie Chaplin in Moderne Zeiten (1936) sowie sein Auftritt als freundlicher und vornehmer Prinz in den Filmserials über Flash Gordon aus den späten 1930er-Jahren. Ab den 1950er-Jahren spielte Alexander auch kleinere Gastrollen im aufkommenden US-Fernsehen. Er gelangte ebenfalls in den Vorstand der Screen Actors Guild, wo er die Statisten und Kleinstdarsteller in Hollywood repräsentieren sollte. Insgesamt war er bis zu seinem Rückzug aus dem Filmgeschäft 1970 in rund 290 Filmen zu sehen. Er starb 1989 im Alter von 86 Jahren an einer Lungenerkrankung und wurde auf dem Forest Lawn Memorial Park beigesetzt.

## Filmografie (Auswahl)
- 1926: Brown of Harvard
- 1926: Korsaren (Old Ironsides)
- 1927: König der Könige (The King of Kings)
- 1927: Annie Laurie – Ein Heldenlied vom Hochland (Annie Laurie)
- 1928: Der Krieg im Dunkel (The Mysterious Lady)
- 1928: Das gottlose Mädchen (The Godless Girl)
- 1928: Buster Keaton, der Filmreporter (The Cameraman)
- 1928: Die Docks von New York (The Docks of New York)
- 1928: Die Teufel der Nordsee (The Viking)
- 1929: Goldjäger in Kalifornien (Tide of Empire)
- 1929: Rio Rita
- 1930: Unser täglich Brot (City Girl)
- 1930: Jenseits des Lebens (Redemption)
- 1930: Im Westen nichts Neues (All Quiet on the Western Front)
- 1931: Das Luftschiff (Dirigible)
- 1931: The Front Page
- 1931: A Connecticut Yankee
- 1931: Der Mannsteufel (A House Divided)
- 1931: Schreckensnacht am Black River (The Sunset Trail)
- 1932: Gesetz und Ordnung (Law and Order)
- 1932: Das Gesetz in der eigenen Hand (Two-Fisted Law)
- 1932: Im Zeichen des Kreuzes (The Sign of the Cross)
- 1933: Destination Unknown
- 1933: Skandal in Rom (Roman Scandals)
- 1933: Königin Christine (Queen Christina)
- 1934: Die scharlachrote Kaiserin (The Scarlet Empress)
- 1934: Laurel und Hardy: Jene fernen Berge (Them Thar Hills, Kurzfilm)
- 1934: Gesetz der Wildnis (The Law of the Wild)
- 1934: Cleopatra
- 1934: We Live Again
- 1934: Laurel und Hardy: Rache ist süß (Babes in Toyland)
- 1934: Novak liebt Amerika (Romance in Manhattan)
- 1935: Tom Mix, der Wunderreiter (The Miracle Rider)
- 1935: Kreuzritter – Richard Löwenherz (The Crusades)
- 1935: The Big Broadcast of 1936
- 1935: Annie Oakley
- 1935: The Fighting Marines
- 1935: Flucht aus Paris (A Tale of Two Cities)
- 1936: Moderne Zeiten (Modern Times)
- 1936: Marine gegen Liebeskummer (Follow the Fleet)
- 1936: Louis Pasteur (The Story of Louis Pasteur)
- 1936: Flash Gordon
- 1936: The Public Pays (Kurzfilm)
- 1936: The Amazing Exploits of the Clutching Hand
- 1936: Der Held der Prärie (The Plainsman)
- 1936: Love on the Run
- 1936: Reefer Madness
- 1937: Geächtet (Outcast)
- 1937: Mr. Moto und die Schmugglerbande (Think Fast, Mr. Moto)
- 1937: Zorros schwarze Peitsche (Zorro Rides Again)
- 1938: Der Freibeuter von Louisiana (The Buccaneer)
- 1938: Flash Gordon’s Trip to Mars
- 1938: Die Abenteuer des Marco Polo (The Adventures of Marco Polo)
- 1938: Joy of Living
- 1938: Marie-Antoinette
- 1938: Ein Gladiator namens Hugo (The Gladiator)
- 1938: Aufstand in Santa Fé (Santa Fe Stampede)
- 1938: Charlie Chan in Honolulu
- 1939: Union Pacific
- 1939: Kettensträfling in Australien (Captain Fury)
- 1939: Der Henker von London (Tower of London)
- 1939: Der große Bluff (Destry Rides Again)
- 1940: Die wunderbare Rettung (Strange Cargo)
- 1940: Schwarzes Kommando (Dark Command)
- 1940: Der große Diktator (The Great Dictator)
- 1941: Zwei von der Marine (In the Navy)
- 1941: Gib einem Trottel keine Chance (Never Give a Sucker an Even Break)
- 1941: Blutrache (The Corsican Brothers)
- 1941/45: I Was a Criminal
- 1942: Frankenstein kehrt wieder (The Ghost of Frankenstein)
- 1942: Piraten im karibischen Meer (Reap the Wild Wind)
- 1942: Der Draufgänger von Boston (In Old California)
- 1943: Auch Henker sterben (Hangmen Also Die!)
- 1943: Du Barry Was a Lady
- 1943: Don’t Be a Sucker (Kurzfilm)
- 1943: Ali Baba und die vierzig Räuber (Ali Baba and the Forty Thieves)
- 1944: Call of the South Seas
- 1944: Das Korsarenschiff (The Princess and the Pirate)
- 1944: Abenteuer im Harem (Lost in a Harem)
- 1944: Das Lied des goldenen Westens (Can’t Help Singing)
- 1945: Der König von Wildwest – 1. Teil: Der Geisterreiter (His Brother’s Ghost)
- 1945: Das Haus des Schreckens (Sherlock Holmes and the House of Fear)
- 1945: Mein Herz gehört dem Rebellen (The Fighting Guardsman)
- 1946: Feuer am Horizont (Canyon Passage)
- 1947: Lied des Orients (Song of Scheherazade)
- 1947: Jesse James reitet wieder (Jesse James Rides Again)
- 1947: Ich kann mein Herz nur einmal verschenken (Northwest Outpost)
- 1947: Michael schafft Ordnung (Heaven Only Knows)
- 1947: Die Unbesiegten (Unconquered)
- 1948: Triumphbogen (Arch of Triumph)
- 1948: Der Herr der Silberminen (Silver River)
- 1948: Der Superspion (A Southern Yankee)
- 1948: Johanna von Orleans (Joan of Arc)
- 1948: Geladene Pistolen (Loaded Pistols)
- 1949: Der Geisterschütze (Rimfire)
- 1949: Canadian Pacific
- 1949: Kopfpreis 5000 Dollar (Hellfire)
- 1949: Der Berg des Schreckens (Lust for Gold)
- 1949: In letzter Sekunde (The Fighting Kentuckian)
- 1950: Flammendes Tal (Copper Canyon)
- 1950: Ladung für Kapstadt (Cargo to Capetown)
- 1950: Mississippi-Express (Rock Island Trail)
- 1950: Vater der Braut (Father of the Bride)
- 1950–1953: The Lone Ranger (Fernsehserie, 3 Folgen)
- 1951: Von Gier besessen (Inside Straight)
- 1952: Zu allem entschlossen (Meet Danny Wilson)
- 1952: Faustrecht in Minnesota (Woman of the North Country)
- 1952–1955: Im Wilden Westen (Death Valley Days, Fernsehserie, 2 Folgen)
- 1953: Am Tode vorbei (Woman They Almost Lynched)
- 1953: Flucht aus Shanghai (South Sea Woman)
- 1953: Die Wasserprinzessin (Dangerous When Wet)
- 1953: Vorhang auf! (The Band Wagon)
- 1953: Der Schweigsame Fremde (The Stranger Wore a Gun)
- 1953: Ein Herz aus Gold (So Big)
- 1954: Teufel von Hongkong (Trader Tom of the China Seas)
- 1954: Villa mit 100 PS (The Long, Long Trailer)
- 1954: Die gebrochene Lanze (Broken Lance)
- 1954: Ritter der Prärie (The Bounty Hunter)
- 1955: Der Rächer vom Silbersee (Timberjack)
- 1955: Postraub in Central City (The Road to Denver)
- 1955: Mit roher Gewalt (The Spoilers)
- 1956: Blut und Sporen (Flesh and the Spur)
- 1956: Alles um Anita (Hollywood or Bust)
- 1957: Der Mann, der niemals lachte (The Buster Keaton Story)
- 1957: The Night the World Exploded
- 1957: Die Girls (Les Girls)
- 1958: Die letzte Kugel (Day of the Badman)
- 1958: Die Draufgänger von San Fernando (Cole Younger, Gunfighter)
- 1958: In Colorado ist der Teufel los (The Sheepman)
- 1958: Sein Colt war schneller (Buchanan Rides Alone)
- 1958: Weites Land (The Big Country)
- 1958: Das letzte Hurra (The Last Hurrah)
- 1959: Ein Schuß und 50 Tote (Alias Jesse James)
- 1959: Mickey Spillane’s Mike Hammer (Fernsehserie, 1 Folge)
- 1959: Land ohne Gesetz (The Young Land)
- 1959: Yancy Derringer (Fernsehserie, 1 Folge)
- 1959: Am Fuß der blauen Berge (Laramie, Fernsehserie, 1 Folge)
- 1959: Der zweite Mann (The Deputy, Fernsehserie, 2 Folgen)
- 1960: Rauchende Colts (Gunsmoke, Fernsehserie, 1 Folge)
- 1960: Westlich von Santa Fé (Westlich von Santa Fe, Fernsehserie, 4 Folgen)
- 1961: Josh (Wanted: Dead or Alive, Fernsehserie, 1 Folge)
- 1961: Ada Dallas (Ada)
- 1963: Bonanza (Fernsehserie, 1 Folge)
- 1963: Stadt ohne Sheriff (The Gun Hawk)
- 1964: 36 Stunden (36 Hours)
- 1965: Der Schnellste Colt von River Falls (Requiem for a Gunfighter)
- 1965: Das große Rennen rund um die Welt (The Great Race)
- 1965: Colorado Saloon 12 Uhr 10 (The Bounty Killer)
- 1966: Höchster Einsatz in Laredo (A Big Hand for the Little Lady)
- 1966: Pistolen und Petticoats (Pistols ’n’ Petticoats, Fernsehserie, 1 Folge)
- 1970: Geschossen wird ab Mitternacht (The Cheyenne Social Club)